# Rousset-les-Vignes
Rousset-les-Vignes é uma comuna francesa na região administrativa de Auvérnia-Ródano-Alpes, no departamento de Drôme. Estende-se por uma área de 15,45 km². Em 2010 a comuna tinha 293 habitantes (densidade: 19 hab./km²).